# 石锋
石锋（1910年10月23日—2007年4月17日），原名石启运，男，中华人民共和国政治人物，曾任陕西省计划委员会主任，陕西省人大常委会副主任。